# Bacskó Tünde
Bacskó Tünde (Vásárosnamény, 1973 július 23. –) magyar színésznő.

## Életpályája
Gyermekkorát Debrecenben töltötte. Ötödikes korától a debreceni Alföld Gyermekszínpad és Főnix Diákszínpad tagjaként kezdett színészettel foglalkozni. A debreceny Ady Endre Gimnázium drámatagozatán érettségizett. 1992-1994 között a József Attila Színházban szerepelt, 1994-1999 a Pécsi Nemzeti Színház tagja volt. 2000-2002 között a Stúdió K-ban játszott. 2002-től szabadúszó színművész. 2006-tól szerepel a Pécsi Harmadik Színház előadásaiban. 2019-től a Tandem Színház alapító tagja Fábián Gáborral.

## Színházi szerepeiből
- William Shakespeare: A makrancos hölgy – Kata (r.: Várhidi Attila, 1992)
- Peter Shaffer: Equus – Jill Mason (Pécsi Nemzeti Színház 1995, r.: Szegvári Menyhért)
- Kander-Ebb: Cabaret – Sally Bowles (Pécsi Nemzeti Színház 1996, r.: Márta István)
- Zalán Tibor: Halvérfesték – Fodorné (Stúdió-K Színház 2000, r.: Fodor Tamás)
- Hajdu Szabolcs: Tamara – Gerda (Stúdió-K Színház 2001, r.: Hajdu Szabolcs)
- Bonyár Judit – Bacskó Tünde: Sanzonok és pillanatok Edith Piaf életéből – Edith (2006)
- Luigi Pirandello: A hegyek óriásai (Árnyékszínház 2006, r.: Szilágyi Eszter Anna)
- Eugéne Ionesco: A székek – A férj (Árnyékszínház 2007, r.: Hargitai Iván)
- Spiró György: Prah – Nő (Pécsi Harmadik Színház 2007, r.: Vincze János)
- Matei Visniec: Lovak az ablakban – Asszony, Lány, Feleség (Aradi Kamaraszínház 2009, r.: Radu Dinulescu)
- Székely Csaba: Bányavirág – Irma (Pécsi Harmadik Színház 2013, r.: Vincze János)
- Martin McDonagh: Piszkavas – Maureen Folan (Pécsi Harmadik Színház 2015, r.: Vincze János)
- Örkény István: Kulcskeresők – Nelli (Pécsi Harmadik Színház 2016, r.: Vincze János)
- ’56. az Év – önálló műsor (2016)
- Henrik Ibsen: Nóra – Lindéné (Pécsi Nemzeti Színház 2017, r.: Méhes László)
- Fábián Gábor – Bass László: Szociopoly 2.0 – Postásnő, Mari, stb. (Gyerekesély Egyesület – Escargo Hajója, 2017)
- Pécsi Tudományegyetem Általános Orvostudományi Kar MediSkillsLab Szimulációs Oktatási Központ: kommunikációt fejlesztő kurzusok előadója, színészként (2017-től)
- Wolfgang Herrndorf regénye alapján írta Cseri Hanna: Csikk – Anya (Escargo Hajója 2018, r.: Tölgyfa Gergely)
- Schwajda György: A szent család – Szászné (Pécsi Harmadik Színház 2018, r.: Vincze János)
- Fapados revü (A Tandem Színház és az EKH program /Menhely Alapítvány/ közös előadása, 2019)
- Molnár T. Eszter: A Kóbor Szálló – Viola, Búbanya, Gizike, Riki, Rebeka… (A Tandem Színház, az Escargo Hajója és az EKH-program /Menhely Alapítvány/ közös előadása 2020, r.: Papp Melinda)
- Visszhang (film) – Fruzsi (Tandem Színház – INDIT Közalapítvány, 2020, r.: Herczeg Adrienn)
- Sanzonest Ezerkilencszáz56ból – avagy nagypapa esete az olimpiákkal – író, rendező, előadó (Tandem Színház 2021)
- A leprikónok átka – több szerepben (Tandem Színház -DIA, 2021, r.: Herczeg Adrienn)
- Visszhang (színházi előadás) – Fruzsi (Tandem Színház – INDIT Közalapítvány, 2022, r.: Herczeg Adrienn)
- Spiró György: Csirkefej – Vénasszony (Pécsi Harmadik Színház 2022, r.: Vincze János)
- Lenni vagy nem lenni – Színházmentő adománygyűjtő gálaest a Pécsi Harmadik Színházért – ötletgazda, főszervező (2023)
- Tasnádi István: Kartonpapa – Éva (Pécsi Harmadik Színház 2023, r.: Herczeg Adrienn)
- Ökotárs Alapítvány: Közös Értékeink Program – Színházzal a szolidárisabb ifjúságért c. projekt- pályázatíró, projektvezető, színész, drámainstruktor (2023-2024)

## Filmes és televíziós szerepei
- Bróker Marcsi (RTL) (2025) ..Dobrai Sándorné Nagy Mária (Bróker Marcsi)
- Magyarázat mindenre (2023) ...Márta
- Balcsillag (2023) ...Ica
- A Tanár (2021) ...Martin anyja
- Jóban rosszban (2014) ... Nagy "Mázsa" Mari
- Hajdu Szabolcs: Te országod – Nő, (2011)
- Fehér tenyér (2006) ...Józsi édesanyja
- Kisváros (1995-1999) ...Veronika / Banktisztviselő
- Gengszterfilm (1998) ...Juli

## Díjai
- Alternatív Színházi Találkozó: Legjobb Színésznő Díja (Makrancos Kata, 1992)
- 42. Magyar Filmszemle: Legjobb Színésznő Díja (East Side Stories – Hajdu Szabolcs: Te országod – Nő, 2011)
- POSZT Közönségzsűri: Legjobb Előadás Díja (Martin McDonagh: Piszkavas, 2016)
- 68. Országos Független Filmfesztivál (Magyar Független Film és Video Szövetség): Legjobb színész díja (Pólik József – Balcsillag – Ica, 2023)